# 1896–1897-es belga labdarúgó-bajnokság (első osztály)
Az 1896–1897-es Jupiler League volt a 2. alkalommal megrendezett, legmagasabb szintű labdarúgó-bajnokság Belgiumban. A szezonban 6 klubcsapat vett részt.
A címvédő a Liège volt. A bajnoki trófeát a Rhodienne-De Hoek csapata nyerte meg, a bajnokság történetében először.

## Tabella
| Hely. | Csapat                                 | M  | Gy | D | V  | G+ | G– | Gk  | P  | Továbbjutás vagy kiesés              |
| ----- | -------------------------------------- | -- | -- | - | -- | -- | -- | --- | -- | ------------------------------------ |
| 1.    | Rhodienne-De Hoek                      | 10 | 8  | 2 | 0  | 40 | 10 | +30 | 18 | A szezon bajnoka                     |
| 2.    | Liège                                  | 10 | 6  | 2 | 2  | 16 | 13 | +3  | 14 |                                      |
| 3.    | Antwerp                                | 10 | 6  | 1 | 3  | 22 | 10 | +12 | 13 |                                      |
| 4.    | Léopold                                | 10 | 4  | 0 | 6  | 9  | 28 | −19 | 8  |                                      |
| 5.    | Athletic and Running Club de Bruxelles | 10 | 3  | 1 | 6  | 25 | 14 | +11 | 7  |                                      |
| 6.    | Sporting Club de Bruxelles             | 10 | 0  | 0 | 10 | 2  | 39 | −37 | 0  | Nem vett részt a következő szezonban |